# Serial (radio și televiziune)
Un serial radiofonic sau televizat este o producție difuzată deseori în prime time, care se bazează pe continuarea unei intrigi desfășurată treptat, pe parcursul mai multor episoade în emisiuni  transmise la date diferite.

## Structură
Un serial poate fi compus din mai multe sezoane care la rândul lor pot avea mai multe episoade. Primul episod este numit episod pilot.